# Eupithecia matertera
Eupithecia matertera là một loài bướm đêm trong họ Geometridae.